# Бёме, Ирина Рюриковна
Ири́на Рю́риковна Бёме (род. 4 сентября 1954, Москва) — советский и российский биолог и орнитолог, доктор биологических наук (с 1998), профессор МГУ, специалист в области звуковой коммуникации птиц. Автор девяти книг и большого числа статей в научных журналах. Дочь орнитолога Рюрика Львовича Бёме, внучка орнитолога Льва Борисовича Бёме.

## Биография
После окончания школы поступила на биологический факультет МГУ, который закончила в 1977 году. В 1983 году защитила кандидатскую диссертацию на тему «Онтогенез акустических сигналов некоторых групп воробьиных птиц». В 1998 году защитила докторскую диссертацию «Закономерности формирования позывов воробьиных птиц (Passeriformes) Северной Евразии». Под руководством Ирины Рюриковны Бёме защищены 4 кандидатских диссертаций. Является членом диссертационного совета при МГУ.

### Скандал с «птицей, вынашивающей яйца»
В 2024 году «объяснила» существование сгенерированной нейросетью птицы

## Научные достижения
Предложила использовать онтогенетические изменения в вокализации птиц в качестве критерия для уточнения родственных связей между разными группами птиц. Была сопредседателем программного и организационного комитета всероссийской конференции «Орнитология: история, традиции, проблемы и перспективы». Выступала с пленарным докладом на XIV Международной орнитологической конференции Северной Евразии.

## Членство в научных организациях
Ирина Рюриковна Бёме является членом нескольких научных обществ, в том числе:
- Московское общество испытателей природы[2], секция биотехнологии разведения певчих птиц (1978)[2]
- Рабочая группа по гусеобразным Северной Евразии (1995)[2]
- Мензбировское орнитологическое общество (2010)[2]

## Некоторые публикации
Является автором около 80 статей в научных журналах, девяти книг и учебных пособий, в том числе:
- Бёме И. Р., Горецкая М. Я. Песни птиц. Учебное пособие. — М.: Товарищество научных изданий КМК, 2013. — 78 с. — 300 экз. — ISBN 978-5-87317-908-4.
- Бёме Р. Л., Бёме И. Р., Кузнецов А. А. Определитель птиц России. — М.: Фолио, 2008. — 303 с. — 5000 экз. — ISBN 978-5-94966-193-2.
- Бёме Л. Б., Бёме И. Р. Птицы в вашем доме. — Ростов-на-Дону: Феникс, 2006. — 320 с. — 5000 экз. — ISBN 5-88666-011-9.
- Бёме И. Р., Бёме Р. Л. Развитие звуковых сигналов в онтогенезе и филогенетические связи горихвосток р. Phoenicurus // Зоологический журнал : Журнал. — 1986. — Т. 65, № 3. — С. 378—386. — ISSN 0044-5134.
- Бёме И. Р. Типы развития акустических сигналов воробьиных птиц в онтогенезе // Доклады АН СССР : Журнал. — 1986. — Т. 291, № 3. — С. 749—751. — ISSN 0869-5652. Архивировано 9 сентября 2016 года.
- Бёме И. Р. Формирование акустического репертуара мухоловки-пеструшки – Muscicapa hypoleuca и желтоспинной мухоловки M. narcissina (Muscicapidae, Passeriformes) в онтогенезе // Зоологический журнал : Журнал. — 1987. — Т. 66, № 6. — С. 895—901. — ISSN 0044-5134. Архивировано 9 сентября 2016 года.
- Beme I. R. Formation of acoustic repertoire in the Turdidae (англ.) // Journal für Ornithologie : journal. — 1994. — Vol. 135, no. 8. — P. 157. — ISSN 2193-7192.
- Бёме И. Р. Формирование вокализации воробьиных птиц (Passeriformes) в онтогенезе. Современное состояние проблемы // Журнал общей биологии : Журнал. — 2006. — Т. 67, № 4. — С. 268—279. — ISSN 0044-4596.
- Bragina E., Beme I. Sexual and individual features in the long-range and short-range calls of the white-naped crane (англ.) // Тhe Сondor : journal. — 2013. — Vol. 115, no. 3. — P. 501—507. — ISSN 1938-5129..
- Бёме И.Р., Горецкая М.Я. Когда, где и зачем поют самки птиц // Природа : Журнал. — 2015. — № 7 (1199). — С. 12—17. — ISSN 0032-874X.
- Бёме И. Р., Горецкая М. Я. Пение самок воробьинообразных птиц: исключение или закономерность? // Журнал общей биологии : Журнал. — 2016. — Т. 77, № 3. — С. 239—246. — ISSN 0044-4596.
- Марченко А.А., Бёме И.Р., Сарычев Е.И. Онтогненез вокального поведения дневных хищных птиц на примере балобана (Falco cherrug) и ястреба-тетеревятника (Accipiter gentilis) // Зоологический журнал : Журнал. — 2016. — Т. 97, № 6. — С. 712—722. — ISSN 0044-5134.